# Rio Canoas (vattendrag i Brasilien, lat -21,50, long -47,15)
Rio Canoas är ett vattendrag i Brasilien. Det ligger i den sydöstra delen av landet, 600 km söder om huvudstaden Brasília.
Omgivningarna runt Rio Canoas är huvudsakligen savann. Runt Rio Canoas är det ganska glesbefolkat, med 42 invånare per kvadratkilometer.